# Sony α500

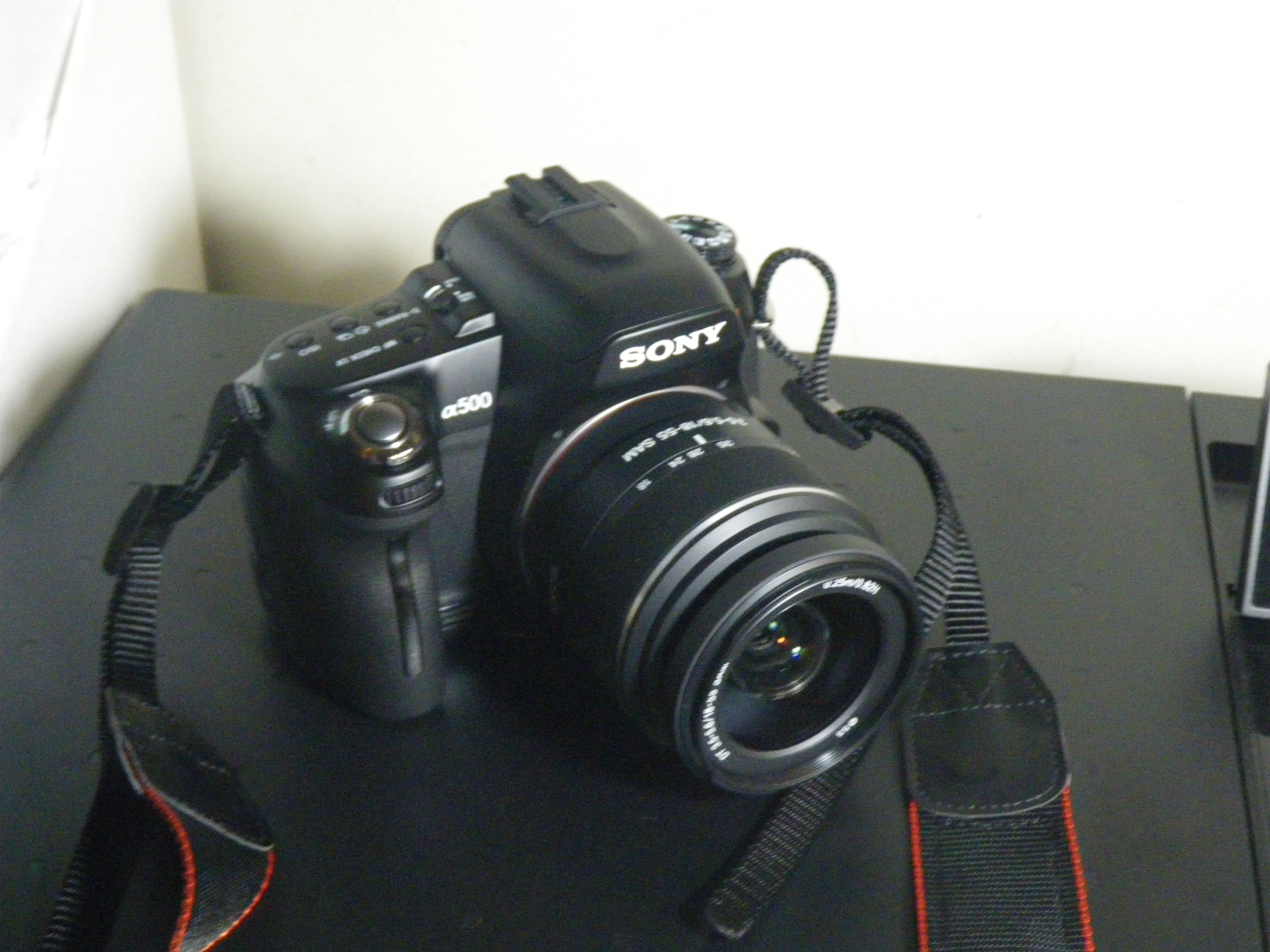
Sony α500

Sony α500 (oznaczenie fabryczne DSLR-A500) – zaawansowana lustrzanka cyfrowa (ang. DSLR, Digital Single Lens Reflex Camera), produkowana przez japońską firmę Sony. Jej premiera miała miejsce w 2009 roku. Posiada matrycę o rozdzielczości 12,3 megapikseli.
Jego bliźniaczym modelem jest Sony α550. Różni się od niego rozdzielczością matrycy (12,3 vs 14,2), liczbą pikseli wyświetlacza LCD (230 vs 920 tys.), szybkością serii (5 vs 7 kl/s) oraz pojemnością bufora RAW (3 vs 14). Oba aparaty posiadają tryb automatycznego wykonywania zdjęć w HDR (ang. High Dynamic Range).